# 张利忠
张利忠（1969年1月—），男，江苏大丰人，中华人民共和国外交官，曾任中华人民共和国驻马尔代夫共和国特命全权大使，现任中华人民共和国驻乌干达共和国特命全权大使。

## 生平
1991年，进入中华人民共和国外交部工作，先后在外交部新闻司、驻旧金山总领事馆任职。2007年，任西藏自治区人民政府外事办公室副主任。2010年11月，出任中华人民共和国驻加尔各答总领事。2013年，任外交部亚洲司参赞。2015年，挂职国家旅游局旅游促进与国际合作司司长。2017年8月，出任中华人民共和国驻马尔代夫大使。2021年6月，出任中华人民共和国驻乌干达大使。

## 家庭
已婚，有一子。